# Campeonato Mundial de Atletismo de 2017 - Salto em altura masculino
A competição do salto em altura masculino no Campeonato Mundial de Atletismo de 2017 foi realizada no Estádio Olímpico de Londres nos dias 11 e 13 de agosto. Mutaz Essa Barshim do Catar levou a medalha de ouro. 

## Recordes
Antes da competição, os recordes eram os seguintes:
| Recorde mundial                               | Javier Sotomayor (CUB)   | 2.45 | Salamanca, Espanha        | 27 de julho de 1993   |
| Recorde do campeonato                         | Bohdan Bondarenko (UKR)  | 2.41 | Moscou, Rússia            | 15 de agosto de 2013  |
| Recorde do ano                                | Mutaz Essa Barshim (QAT) | 2.38 | Oslo, Noruega             | 15 de junho de 2017   |
| Recorde africano                              | Jacques Freitag (RSA)    | 2.38 | Oudtshoorn, África do Sul | 5 de março de 2005    |
| Recorde asiático                              | Mutaz Essa Barshim (QAT) | 2.43 | Bruxelas, Bélgica         | 5 de setembro de 2014 |
| Recorde da América do Norte, Central e Caribe | Javier Sotomayor (CUB)   | 2.45 | Salamanca, Espanha        | 27 de julho de 1993   |
| Recorde da América do Sul                     | Gilmar Mayo (COL)        | 2.33 | Pereira, Colômbia         | 17 de outubro de 1994 |
| Recorde europeu                               | Patrik Sjöberg (SWE)     | 2.42 | Estocolmo, Suécia         | 30 de junho de 1987   |
| Recorde europeu                               | Bohdan Bondarenko (UKR)  | 2.42 | Nova York, Estados Unidos | 14 de junho de 2014   |
| Recorde da Oceania                            | Tim Forsyth (AUS)        | 2.36 | Melbourne, Austrália      | 2 de março de 1997    |

## Medalhistas
| Ouro                     | Prata         | Bronze                  |
| Mutaz Essa Barshim (QAT) | Danil Lysenko | Majededdin Ghazal (SYR) |

## Tempo de qualificação
| Tempo de qualificação |
| --------------------- |
| 2.30 metros           |

## Calendário
| Data                 | Horário | Fase         |
| -------------------- | ------- | ------------ |
| 11 de agosto de 2017 | 11:15   | Qualificação |
| 13 de agosto de 2017 | 19:00   | Final        |

Todos os horários estão no horário local (UTC+1)

## Resultados

### Qualificação
Qualificação: 2,31 m (Q) ou as doze melhores performances (q) 
| Pos. | Grupo | Atleta                 | Nacionalidade               | 2.17 | 2.22 | 2.26 | 2.29 | 2.31 | Marca | Notas                |
| ---- | ----- | ---------------------- | --------------------------- | ---- | ---- | ---- | ---- | ---- | ----- | -------------------- |
| 1    | A     | Mutaz Essa Barshim     | Catar                       | –    | o    | o    | o    | o    | 2.31  | Q                    |
| 2    | A     | Bohdan Bondarenko      | Ucrânia                     | –    | o    | –    | xo   | o    | 2.31  | Q                    |
| 3    | B     | Danil Lysenko          | Atletas Neutros Autorizados | o    | o    | o    | o    | xo   | 2.31  | Q                    |
| 4    | A     | Tihomir Ivanov         | Bulgária                    | o    | o    | xo   | xo   | xo   | 2.31  | Q,                   |
| 4    | B     | Mateusz Przybylko      | Alemanha                    | o    | o    | xo   | xo   | xo   | 2.31  | Q                    |
| 6    | A     | Robbie Grabarz         | Grã-Bretanha                | –    | o    | o    | xo   | xxo  | 2.31  | Q,                   |
| 7    | A     | Ilya Ivanyuk           | Atletas Neutros Autorizados | o    | o    | o    | o    | xxx  | 2.29  | q                    |
| 7    | B     | Majededdin Ghazal      | Síria                       | o    | o    | o    | o    | xxx  | 2.29  | q                    |
| 7    | A     | Bryan McBride          | Estados Unidos              | o    | o    | o    | o    | xxx  | 2.29  | q                    |
| 10   | A     | Eike Onnen             | Alemanha                    | xo   | xo   | o    | o    | xxx  | 2.29  | q                    |
| 11   | A     | Edgar Rivera           | México                      | o    | o    | xxo  | o    | xxx  | 2.29  | q                    |
| 12   | A     | Wang Yu                | China                       | o    | xo   | o    | xo   | xxx  | 2.29  | q                    |
| 13   | B     | Andriy Protsenko       | Ucrânia                     | xo   | o    | xo   | xo   | xxx  | 2.29  |                      |
| 14   | B     | Gianmarco Tamberi      | Itália                      | o    | xo   | xo   | xo   | xxx  | 2.29  | Recorde da temporada |
| 15   | A     | Talles Frederico Silva | Brasil                      | o    | o    | xxo  | xo   | xxx  | 2.29  |                      |
| 16   | A     | Ricky Robertson        | Estados Unidos              | o    | o    | xo   | xxo  | xxx  | 2.29  |                      |
| 17   | B     | Fernando Ferreira      | Brasil                      | xo   | xo   | xo   | xxo  | xxx  | 2.29  |                      |
| 18   | B     | Michael Mason          | Canadá                      | o    | o    | o    | xxx  | z    | 2.26  |                      |
| 19   | B     | Eure Yáñez             | Venezuela                   | xo   | xxo  | o    | xxx  | z    | 2.26  |                      |
| 20   | A     | Sylwester Bednarek     | Polónia                     | o    | o    | xo   | xxx  | z    | 2.26  |                      |
| 20   | A     | Nauraj Singh Randhawa  | Malásia                     | o    | o    | xo   | xxx  | z    | 2.26  |                      |
| 22   | B     | Takashi Eto            | Japão                       | o    | xo   | xxx  | z    | z    | 2.22  |                      |
| 22   | A     | Donald Thomas          | Bahamas                     | o    | xo   | xxx  | z    | z    | 2.22  |                      |
| 24   | B     | Zhang Guowei           | China                       | xo   | xo   | xxx  | z    | z    | 2.22  |                      |
| 25   | B     | Woo Sang-hyeok         | Coreia do Sul               | xo   | xxo  | xxx  | z    | z    | 2.22  |                      |
| 26   | B     | Jeron Robinson         | Estados Unidos              | xo   | xxx  | z    | z    | z    | 2.17  |                      |
| 27   | B     | Erik Kynard            | Estados Unidos              | xr   | z    | z    | z    | z    | NM    |                      |

### Final
A final da prova ocorreu dia 13 de agosto às 19:00. 
| Pos.              | Atleta             | Nacionalidade               | 2.20 | 2.25 | 2.29 | 2.32 | 2.35 | 2.40 | Marca | Notas |
| ----------------- | ------------------ | --------------------------- | ---- | ---- | ---- | ---- | ---- | ---- | ----- | ----- |
| Medalha de ouro   | Mutaz Essa Barshim | Catar                       | o    | o    | o    | o    | o    | xxx  | 2.35  |       |
| Medalha de prata  | Danil Lysenko      | Atletas Neutros Autorizados | o    | o    | xo   | o    | xxx  |      | 2.32  |       |
| Medalha de bronze | Majededdin Ghazal  | Síria                       | o    | o    | xo   | xxx  |      |      | 2.29  |       |
| 4                 | Edgar Rivera       | México                      | o    | o    | xxo  | xxx  |      |      | 2.29  |       |
| 5                 | Mateusz Przybylko  | Alemanha                    | o    | xo   | xxo  | xxx  |      |      | 2.29  |       |
| 6                 | Robbie Grabarz     | Grã-Bretanha                | o    | o    | xxx  |      |      |      | 2.25  |       |
| 6                 | Ilya Ivanyuk       | Atletas Neutros Autorizados | o    | o    | xxx  |      |      |      | 2.25  |       |
| 8                 | Bryan McBride      | Estados Unidos              | o    | xo   | xxx  |      |      |      | 2.25  |       |
| 9                 | Bohdan Bondarenko  | Ucrânia                     | –    | xxo  | –    | xxx  |      |      | 2.25  |       |
| 10                | Eike Onnen         | Alemanha                    | xxo  | xxx  |      |      |      |      | 2.20  |       |
| 11                | Tihomir Ivanov     | Bulgária                    | xr   |      |      |      |      |      | NM    |       |
| 12                | Wang Yu            | China                       |      |      |      |      |      |      | DNS   |       |

Legenda
| Recorde mundial       | Recorde mundial (World record)               |                       | Recorde africano                      | Recorde africano (African) |                                           | Q | Classificado por posição (Qualified) |
| Recorde do campeonato | Recorde do campeonato (Championship record)  | Recorde da América    | Recorde da América (Americas)         | q                          | Classificado por melhor tempo (Qualified) |   |                                      |
| Melhor marca do ano   | Melhor marca do ano (World leading)          | Recorde asiático      | Recorde asiático (Asian)              | DNS                        | Não largou (Did not start)                |   |                                      |
| Recorde nacional      | Recorde nacional (National record)           | Recorde europeu       | Recorde europeu (European)            | DNF                        | Não terminou (Did not finish)             |   |                                      |
| Recorde pessoal       | Recorde pessoal do atleta (Personal best)    | Recorde da Oceania    | Recorde da Oceania (Oceania)          | DSQ / DQ                   | Desclassificado (Disqualified)            |   |                                      |
| Recorde da temporada  | Recorde da temporada do atleta (Season best) | Recorde sul-americano | Recorde sul-americano (South America) | NM                         | Sem marca (No mark)                       |   |                                      |